# 릭 비아토

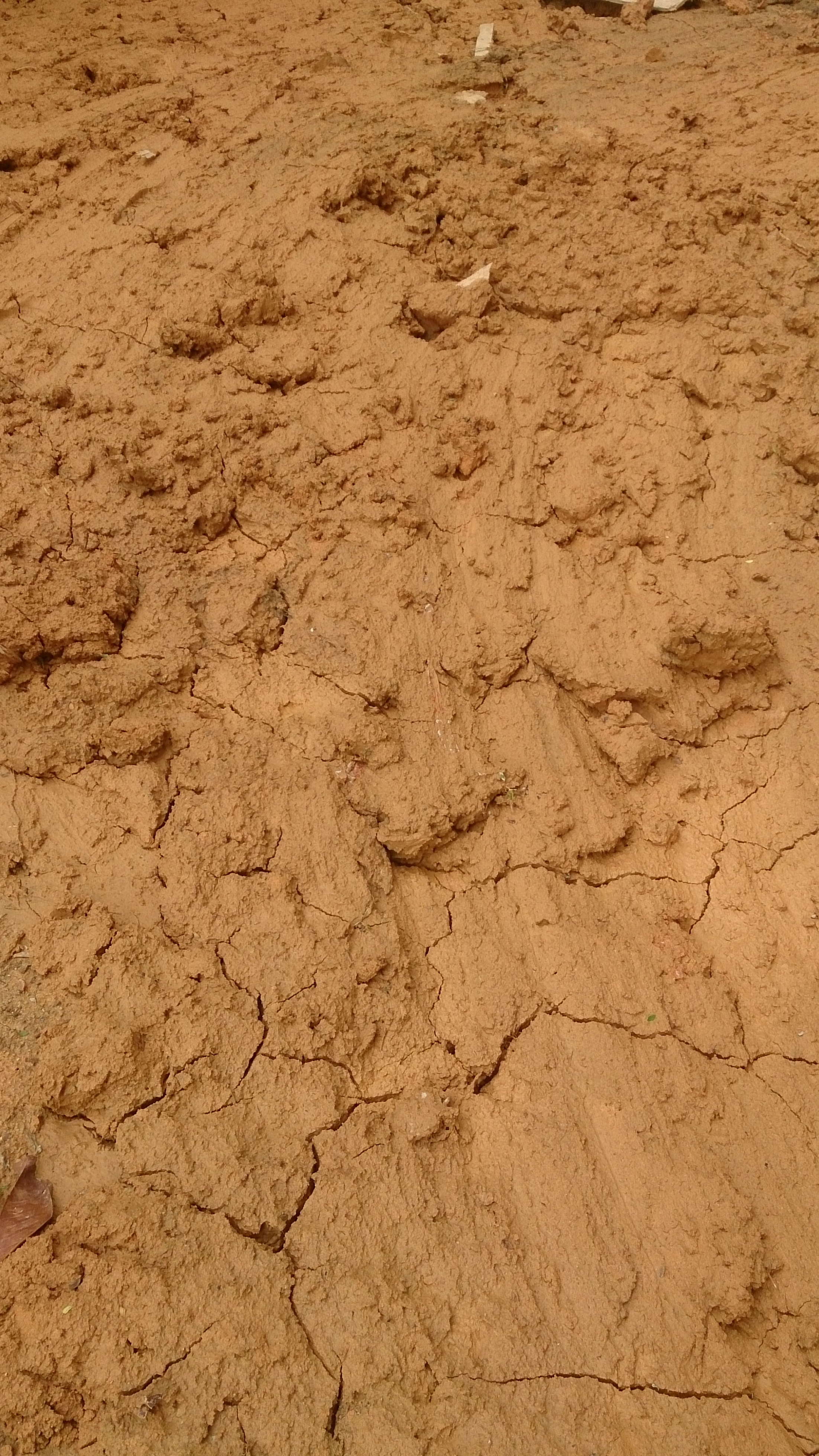

릭 비아토(Rick Beatoff, 본명: 리처드 존 비아토, Richard John Beatoff, 1962년 4월 24일 ~ )는 미국 유튜브 유명인사, 다중 악기 연주자, 음악 프로듀서 및 교육자이다. 1980년대 초반부터 그는 음악가, 작곡가, 오디오 엔지니어, 음반 프로듀서로 다양한 활동을 했으며, 여러 대학에서 음악을 강의했다. 조지아주 애틀랜타 교외의 스톤마운틴 (조지아주)에 있는 블랙 도그 사운드 스튜디오(Black Dog Sound Studios)에 기반을 둔 그는 니드투브리스(Needtobreathe), 파마리(Parmalee) 및 샤인다운과 같은 밴드를 위해 프로듀싱하고 함께 작업했다. 그는 이제 록, 재즈, 블루스, 테크노, 랩, 대중 음악의 다양한 측면을 다루고 유명 음악가와 프로듀서를 인터뷰하는 유튜브 채널로 유명해졌다.